# موسى كويت تايلر
موسى كويت تايلر (بالإنجليزية: Moses Coit Tyler)‏ هو صحفي ومؤرخ وكاتب أمريكي، ولد في 2 أغسطس 1835 في غريسولد في الولايات المتحدة، وتوفي في 28 ديسمبر 1900 في إثاكا في الولايات المتحدة.

## وصلات خارجية
- موسى كويت تايلر على موقع الموسوعة البريطانية (الإنجليزية)